# ستيوارت ألان
ستيوارت ألان (بالإنجليزية: Stuart Allan)‏ هو ممثل أمريكي بدأ مسيرته الفنية سنة 2012. فاز بجائزة الفنان الصغير لفئة أفضل تمثيل صوتي في سنة 2014.

## الأعمال

### مسلسلات
- غرافيتي فولز
- كلارنس

## روابط خارجية
- ستيوارت ألان على موقع IMDb (الإنجليزية)
- ستيوارت ألان على موقع قاعدة بيانات الفيلم (الإنجليزية)